# Andrésy
Andrésy is een gemeente in Frankrijk en ligt in het gelijknamige kanton. Andrésy bevindt zich op het punt van de samenvloeiing van de Seine en de Oise. Het ligt aan de rechteroever, ten westen van de Seine, op 25 km ten noordwesten van het centrum van Parijs. De inwoners worden Andrésiens genoemd.
Er liggen twee stations in Andrésy: station Andrésy en station Maurecourt. Het tweede station ligt dichtbij Maurecourt, de buurgemeente in het noorden van Andrésy, maar desondanks ligt het in Andrésy.

## Aardrijkskunde

### Kaart
De onderstaande kaart toont de ligging van Andrésy met de belangrijkste infrastructuur en aangrenzende gemeenten.

### Klimaat
Andrésy heeft net als de rest van de regio een zeeklimaat, een Cf-klimaat volgens de klimaatclassificatie van Köppen. De gemiddelde temperatuur op jaarbasis is 10,7°C met de laagste temperaturen in de maanden december en januari, 0 tot 5°C, en de hoogste temperaturen in juli en augustus, 20 tot 25°C. Er valt jaarlijks 695 mm neerslag.

## Demografie
Onderstaande figuur toont het verloop van het inwonertal, bron: INSEE-tellingen. 

## Overleden
- Louis Lepic 1765-1827, generaal

## Stedenbanden
- Haren, sinds 1988
- Vlagtwedde, sinds 2000
- Oundle, sinds 2001
- Międzyrzecz, sinds 2005

Er is ook een samenwerkingsverband met:
- Korgom, sinds 2001

1. ↑  Populations de référence 2022.